# Saint-Victor-sur-Rhins
Saint-Victor-sur-Rhins är en kommun i departementet Loire i regionen Auvergne-Rhône-Alpes i centrala Frankrike. Kommunen ligger i kantonen Saint-Symphorien-de-Lay som tillhör arrondissementet Roanne. År 2022 hade Saint-Victor-sur-Rhins 1 164 invånare.

## Befolkningsutveckling
Antalet invånare i kommunen Saint-Victor-sur-Rhins
| Referens: INSEE |